# Houdgreep
Houdgrepen (Osae Komi Waza)  zijn in verdedigings- of vechtsporten zoals judo, jiujitsu of karate technieken waarmee men de tegenstander onder controle kan houden op de grond. Wanneer men iemand bijvoorbeeld op de grond heeft geworpen met een beenworp of een andere staande techniek, kan men doorgaan op de grond en de tegenstander in een houdgreep brengen om zo het gevecht te winnen. Zoals met andere technieken, bijvoorbeeld de armklemmen en de verwurgingen, kan men met een houdgreep een wedstrijd winnen of een gevecht afmaken.
Bij houdgrepen in het judo ligt de tegenstander op de rug en wordt hij onder controle gehouden met een houdgreep. In het Japans jiujitsu bestaan er ook houdgrepen waarbij de tegenstander op zijn buik ligt. Houdgrepen zijn relatief veilige technieken.

## Voorbeelden
- Kesa-gatame
- Kata-gatame
- Ushiro-kesa-gatame
- Kami-gatame, houdgreep aan de hoofdzijde
- Yoko-shiho-gatame, houdgreep in zijligging
- Tate-gatame, houdgreep vanaf mountpositie, zittend op de buik van de tegenstander